# Orthogonioptilum ueleense
Orthogonioptilum ueleense är en fjärilsart som beskrevs av Pierre Claude Rougeot. Orthogonioptilum ueleense ingår i släktet Orthogonioptilum och familjen påfågelsspinnare. Inga underarter finns listade i Catalogue of Life.